# بانوی دوم

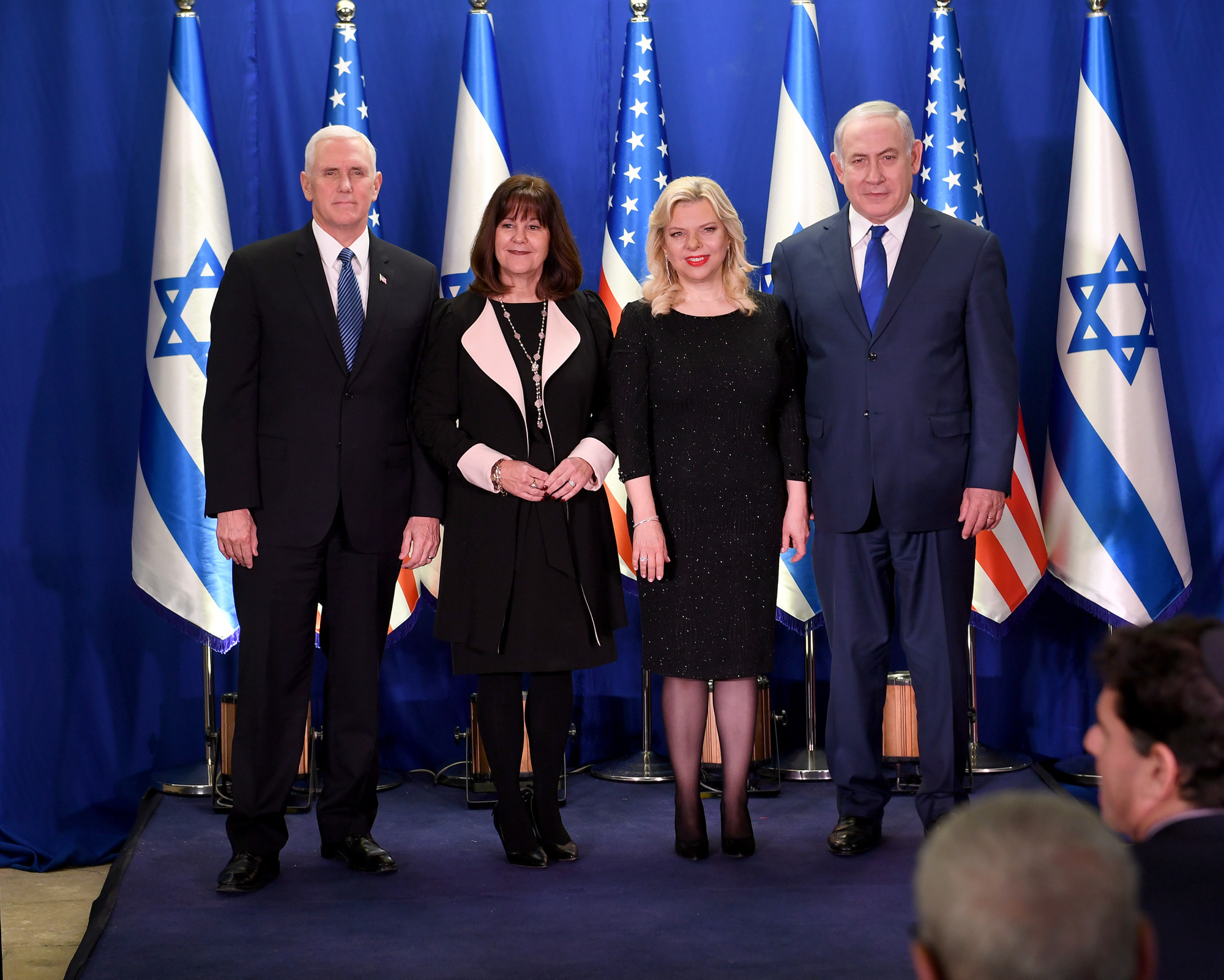
مایک پنس و بنیامین نتانیاهو به همراه همسرانشان به عنوان بانوی دوم

بانوی دوم، عنوانی غیررسمی است که معمولاً به همسر معاون رئیس جمهور یا معاون فرماندار اطلاق می‌شود. عنوان بانوی دوم بر مبنای بانوی اول طراحی شده است که همسر رئیس جمهور یا فرماندار است. در یک نظام پادشاهی، بانوی دوم معمولاً همسر نخست‌وزیر است.

## هم چنین ببینید
- بانوی نخست